# روبروال (بازیکن فوتبال)
روبروال (به پرتغالی: Emison da Conceiçao) مهاجم اهل برزیل است که در شهر ریسیف و در تاریخ ۲۷ ژوئن ۱۹۸۵ به دنیا آمده‌است.
روبروال در تیم‌ فوتبال سانتاکروز ? ? سابقهٔ حضور دارد.